# Sainte-Opportune (Orne)
Sainte-Opportune ist eine französische Gemeinde mit 243 Einwohnern (Stand: 1. Januar 2022) im Département Orne in der Region Normandie (vor 2016 Basse-Normandie). Sie gehört zum Arrondissement Argentan und zum Kanton Athis-Val de Rouvre (bis 2015 Briouze). 

## Geographie
Sainte-Opportune liegt etwa 29 Kilometer westsüdwestlich vom Stadtzentrum von Argentan. Umgeben wird Sainte-Opportune von den Nachbargemeinden Athis-Val de Rouvre im Norden und Nordwesten, Sainte-Honorine-la-Guillaume im Nordosten, Craménil im Osten, Briouze im Südosten, Bellou-en-Houlme im Süden sowie Durcet im Westen.

## Bevölkerungsentwicklung
| 1962                      | 1968 | 1975 | 1982 | 1990 | 1999 | 2006 | 2011 | 2016 |
| ------------------------- | ---- | ---- | ---- | ---- | ---- | ---- | ---- | ---- |
| 306                       | 259  | 224  | 209  | 204  | 198  | 215  | 243  | 249  |
| Quelle: Cassini und INSEE |      |      |      |      |      |      |      |      |

## Sehenswürdigkeiten
- Kirche Sainte-Opportune aus dem Jahre 1842

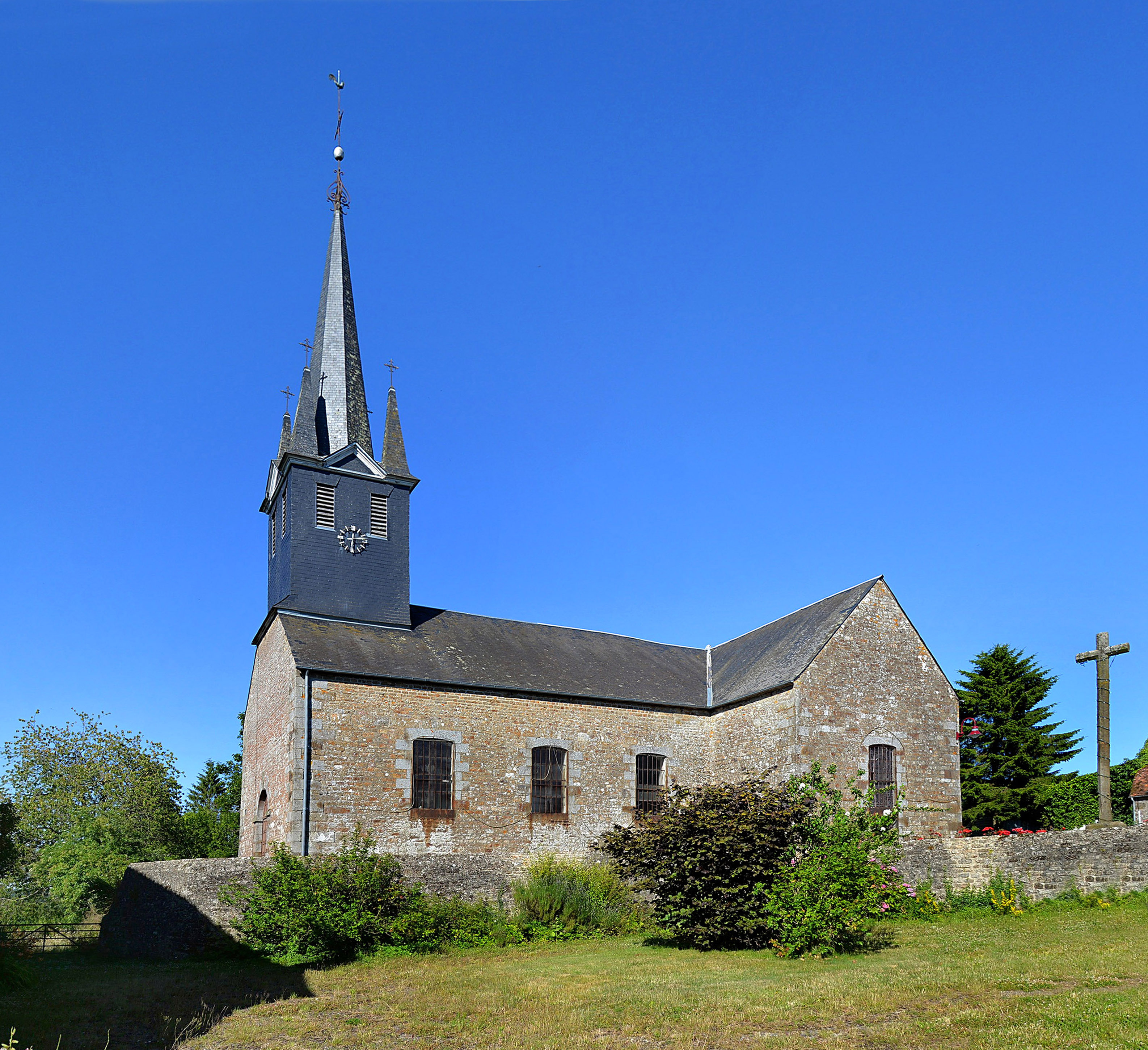
Kirche Sainte-Opportune